# Майский (Тюменская область)
Майский — посёлок в Абатском районе Тюменской области России. Административный центр Майского сельского поселения.

## География
Посёлок находится в юго-восточной части Тюменской области, в лесостепной зоне, в пределах Ишимской равнины, на расстоянии примерно 41 километра (по прямой) к юго-западу от села Абатское, административного центра района. Абсолютная высота — 133 метра над уровнем моря. Через посёлок проходит Транссибирская железнодорожная магистраль.

### Часовой пояс
Майский, как и вся Тюменская область, находится в часовой зоне МСК+2. Смещение применяемого времени относительно UTC составляет +5:00.

## Население
| 1989 | 2002  | 2010 |
| ---- | ----- | ---- |
| 1384 | ↘1131 | ↘886 |

Гендерный состав
По данным Всероссийской переписи населения 2010 года в гендерной структуре населения мужчины составляли 46,6 %, женщины — соответственно 53,4 %.
Национальный состав
Согласно результатам переписи 2002 года, в национальной структуре населения русские составляли 89 % из 1131 чел.

## Инфраструктура
В посёлке функционируют детский сад, врачебная амбулатория и отделение Почты России.

## Улицы
Уличная сеть посёлка состоит из 11 улиц.